# Hlavoš západní
Hlavoš západní (Cephalanthus occidentalis) je opadavý, vlhkomilný, listnatý keř s netradičními, kulovitými květenstvími, je nejčastěji pěstovaným druhem z rodu hlavoš. Pochází z východních oblastí Severní Ameriky, kde roste ve Spojených státech, Kanadě a Mexiku. Pro atraktivní olistění a netradiční seskupení květů bývá pěstován jako okrasná dřevina i mimo území Ameriky.

## Ekologie
Jeho stanoviště bývají v osluněných místech na těžších až jílovitých, podmáčených půdách s dostatkem humusu a s půdní reakci mírně kyselou, nesnáší vápenité podloží. Přirozeně vyrůstá nejčastěji po okrajích lužních lesů a vlhkých houštin, na místech často zaplavovaných vodou, v bažinách, močálech, na březích jezírek i rozlévajících se potoků, řek i kanálů, snese i dlouhodobé (ne však trvalé) zaplavení stanoviště. Na příhodných místech vytváří rozlehlé křovinaté kolonie. Rychlost růstu je odvozená od půdních podmínek.
Ve středoevropských podmínkách je opadavý, v teplým oblastech amerického kontinentu rostou i stálezelení jedinci. Je plně mrazuvzdorný, evropskou zimu snáší bez problémů. Nové listy raší poměrně pozdě, většinou až v průběhu května. Květy se vyvíjejí nejčastěji na nových větvičkách.

## Popis
Nejčastěji je to rozkladitý, listnatý, opadavý keř 2 až 3 m vysoký se široce rozvětvenými kořeny; v domovině někdy roste jako až 7 m vysoký strom s kmenem tlustým do 30 cm a může být neopadavý. Větve keře rostou do široka, letorosty má lysé, lesklé a internodia dlouhá, z jara bývají nově vyrostlé větvičky výrazně červené. Listy s načervenalými řapíky jsou dlouhé 6 až 18 cm, vyrůstají vstřícně nebo po třech v přeslenech, jsou jasně zelené se sytě červenou zpeřenou žilnatinu a mají tmavé, deltoidní, krátce vytrvalé, 2 mm dlouhé palisty. Listové čepele bývají podlouhlého, kopinatého nebo vejčitého tvaru, na bázi jsou srdčité, na koncích zašpičatělé a po obvodě celistvé. Na podzim opadávají, aniž změní barvu, po opadaných listech zůstávají světlé jizvy.
Drobné, bílé květy jsou nahloučeny do asi 3 cm velkých kulovitých strboulů, které vyrůstají na stopkách až 6 cm dlouhých z úžlabí listů nebo na koncích větviček, před rozkvětem tvoří zelené koule. Rozvitý květ výrazně sladce voní, má drobný, zelený kalich a čistě bílou, srostlou, nálevkovitou, čtyřlaločnou korunu s krátkou trubkou. Čtyři tyčinky s krátkými, přirostlými nitkami jsou zakončeny prašníky, které z koruny jen nepatrně vyčnívají. Dvoudílný semeník s jediným vajíčkem v oddíle nese dlouhou, daleko z koruny přesahující čnělkou s bliznou. Pro zabránění samoopylení a usnadnění opylení cizím pylem jsou květy protandrické, nejprve dozrávají prašníky s pylem a teprve po jejich vyprášení dozraje ve stejném květu i blizna a je schopná se opylit.
Kvetou po dobu asi jednoho měsíce, jsou mimořádně bohaté na nektar a lákadlem pro opylovačů s dlouhým sosákem, bývají to motýli, čmeláci, včely, ploskočelky i statnější mouchy. V Americe bývá občasným opylovačem i stěhovavý kolibřík rubínohrdlý.

## Rozmnožování

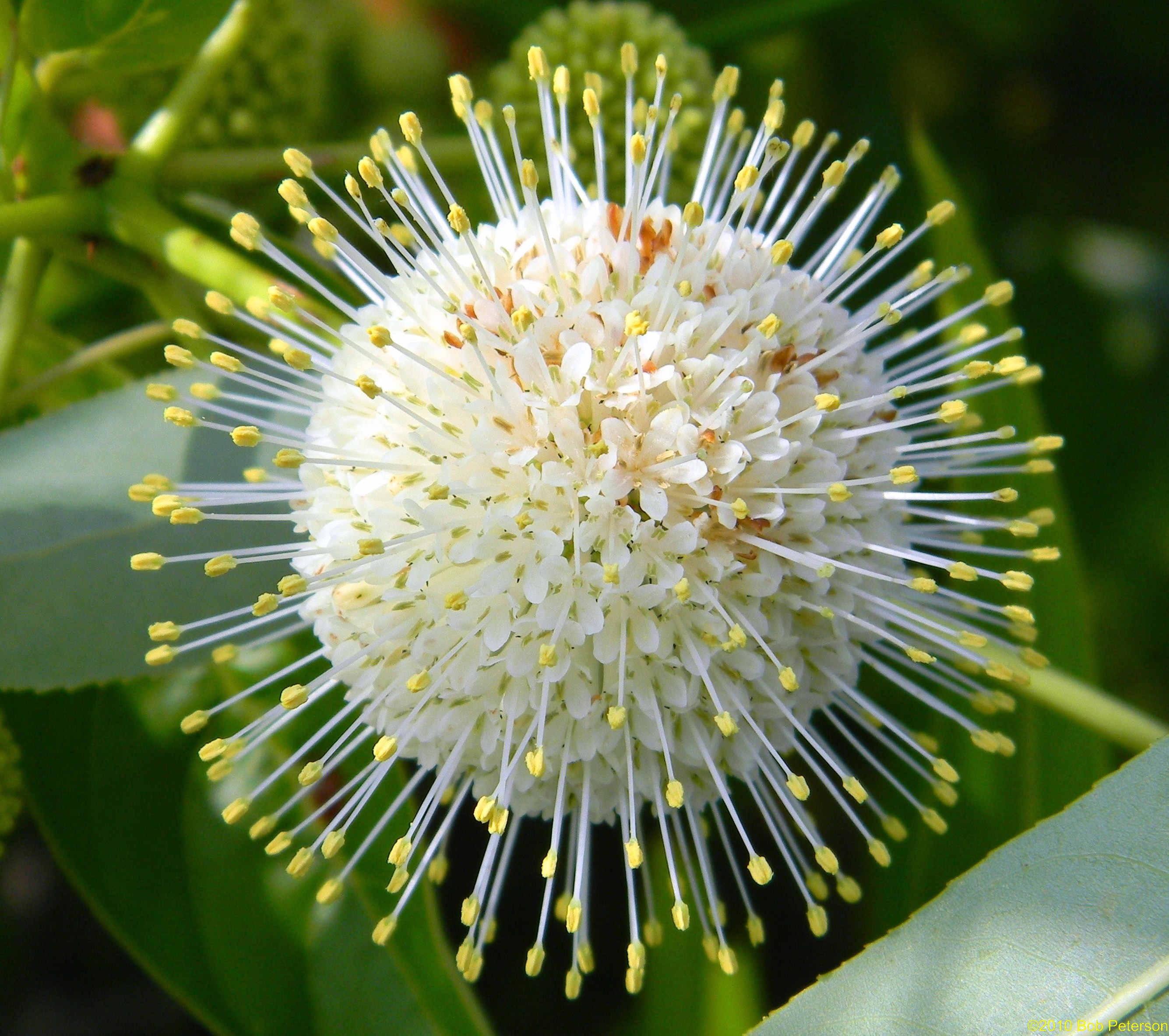
Květenství

Ze sprašeného květu se vyvine kulovitá dvounažka asi 1,2 cm velká, která je ve zralosti vybarvená do zlatova. V průběhu zimy se rozpadá na dva plůdky pyramidálního tvaru, dospělý keř jich mívá okolo 400. Semena (plůdky) jsou požírána některými ptáky a jsou nejběžnějším prostředkem k rozšiřování na nové stanoviště. Semena nepotřebují studenou stratifikaci a na jaře dobře klíčí i ze semen uložených v teple.
Dřeviny lze uměle množit řízky z polovyzrálého dřeva v letním období nebo z vyzrálého v zimě. Přestože prořezávání keře není nutné, lze jej dobře počátkem jara tvarovat. Pokud se dřevina zdá již nevzhledná, je možno ji seříznout nízko nad zem a ona znovu obroste.

## Význam
Ve své domovině je hlavoš západní spíše ceněný jako stabilizátor říčních břehů, kdežto v Evropě je pěstován pro svůj exotický vzhled, který mu dávají koule bílých květů připomínající jehelníčky. Bývá vysazován v parcích okolo jezírek. Jeho postupně opadávající plody jsou potravou kachen a jiných vodních ptáků a husté větve zase poskytují vhodná místa pro stavění hnízd drobných ptáků.
V minulosti bývala jeho kůra léčebným prostředkem proti horečce, při bolestech hlavy a zubů, proti otokům způsobených jedovatými druhy škumpy nebo se používala jako náhrada chininu při léčbě malárie. Obsahuje řadu alkaloidů, hlavně cephalathin. býložravci jeho listy pro toxicitu nežerou, ale bobři z něj stavějí své hrady.

## Galerie

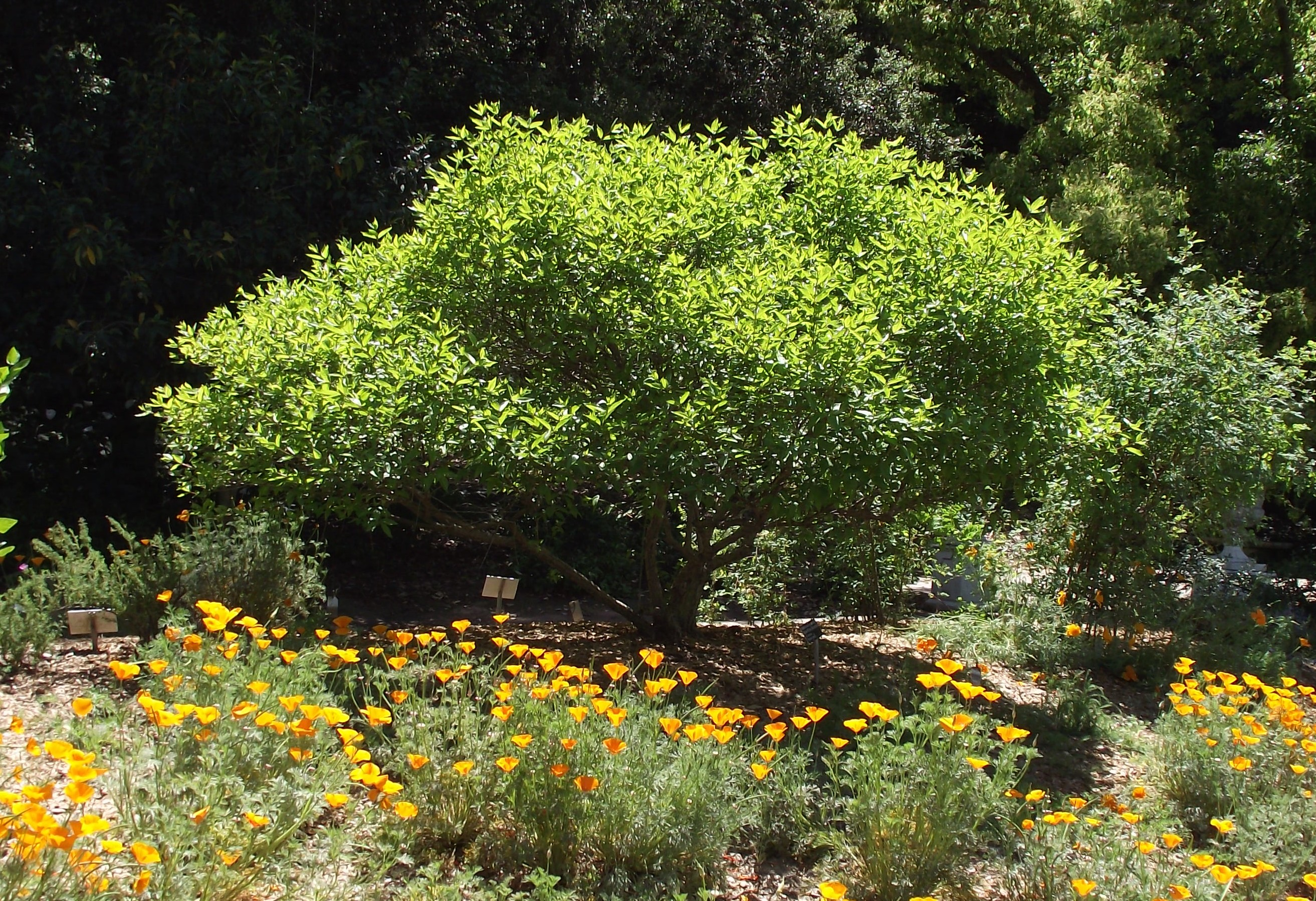
Vzrostlý keř
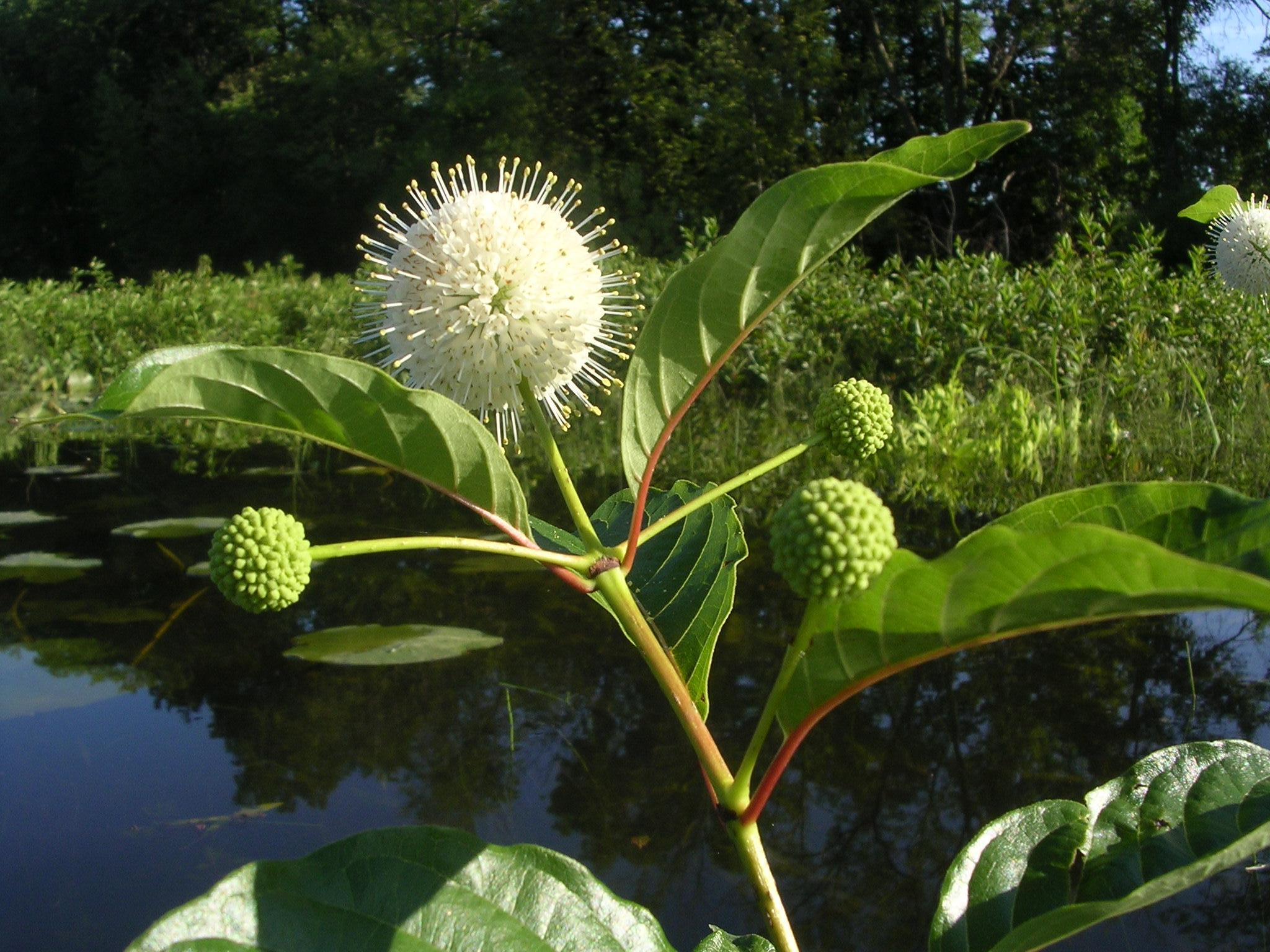
Rozvité a nerozvitá květenství
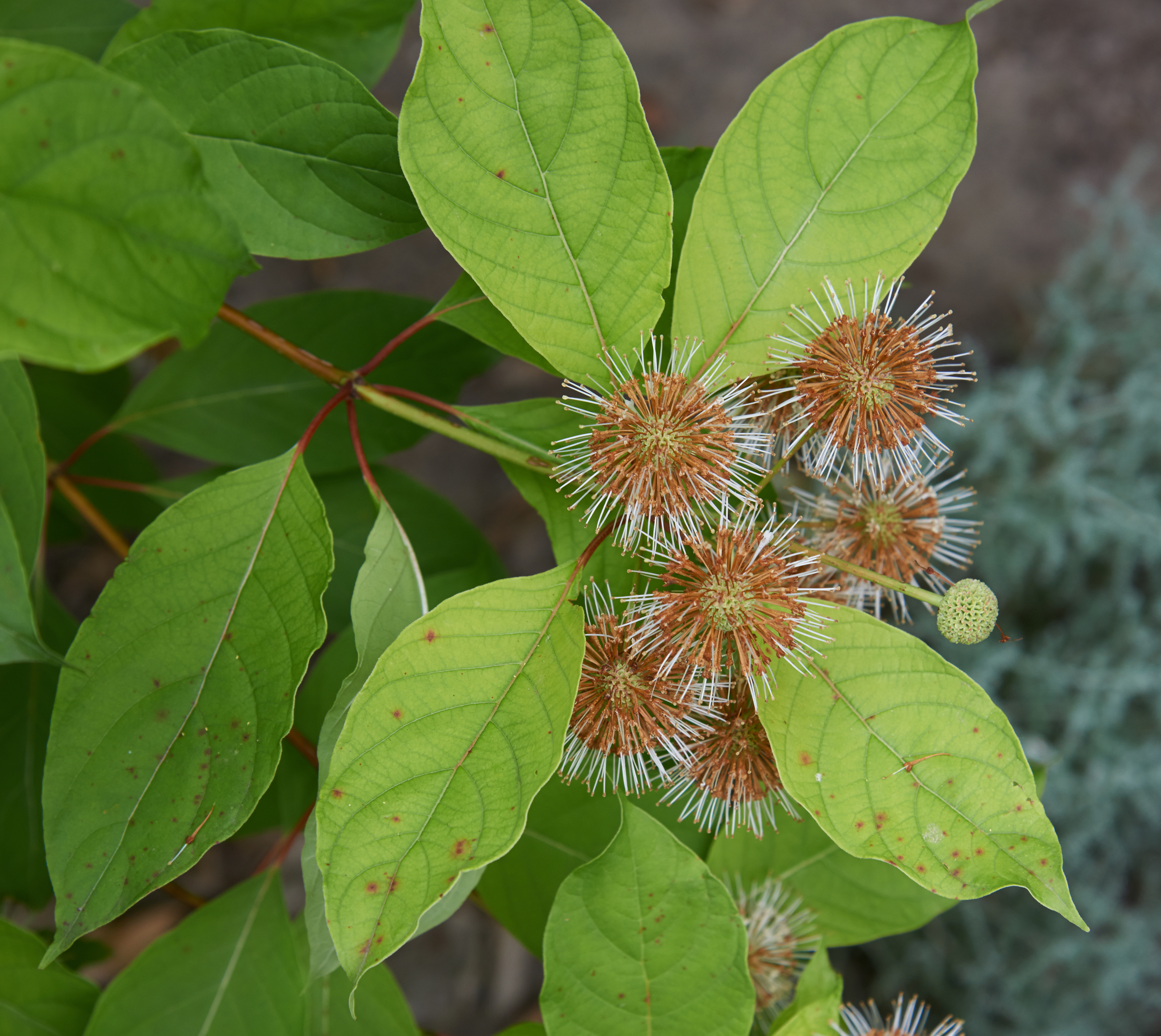
Odkvétající květenství
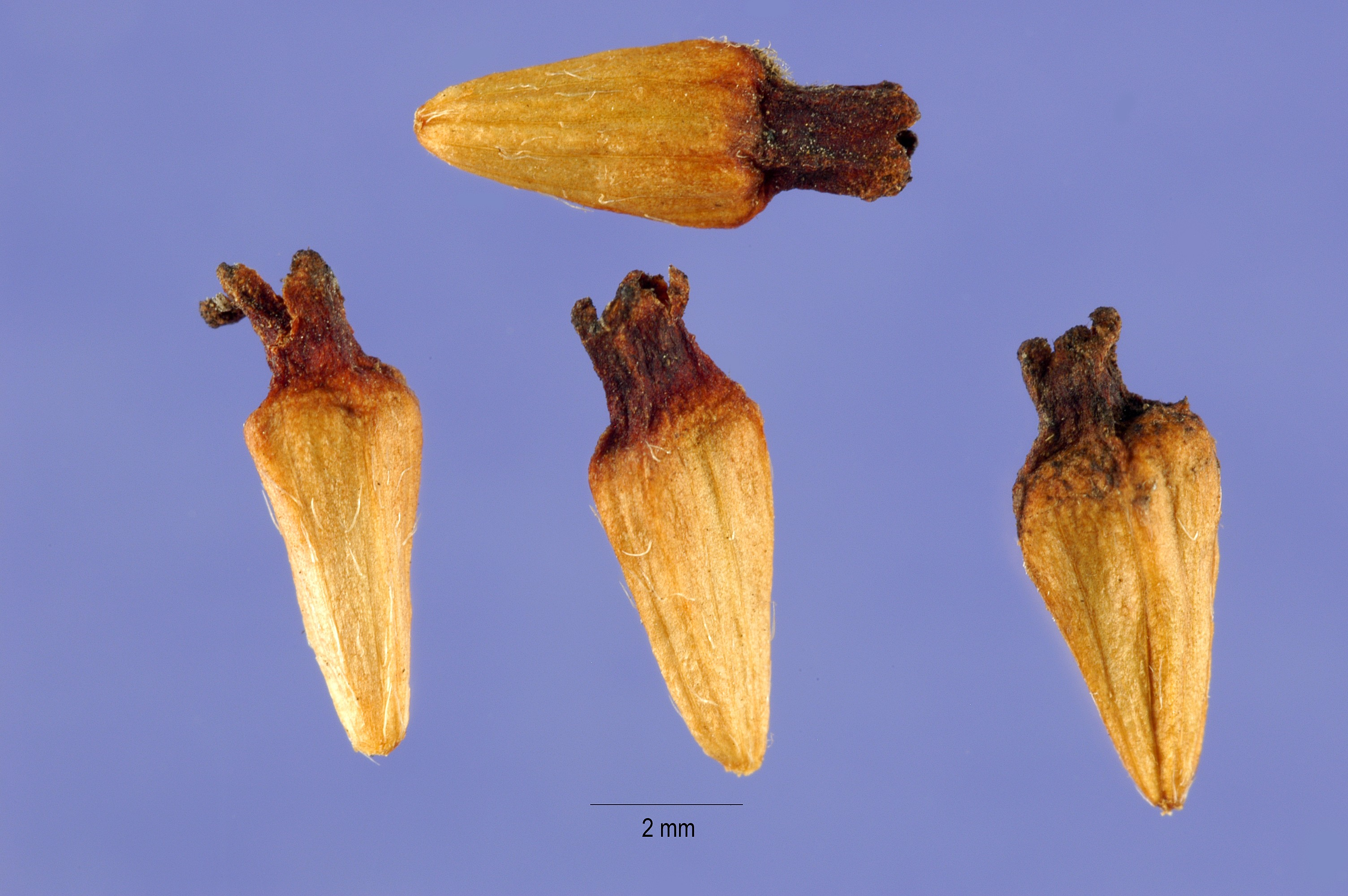
Plůdky (semena)